# Формоза (Гояс)
Формоза (порт. Formosa) — муниципалитет в Бразилии, входит в штат Гояс. Составная часть мезорегиона Восток штата Гойяс. Входит в экономико-статистический микрорегион Энторну-ду-Дистриту-Федерал. Население составляет 92 247 человек на 2005 год. Занимает площадь 5806,891 км². Плотность населения — 15,9 чел./км².

## История
Город основан 1 августа 1843 года.

## Спорт
В городе базируется одноимённый футбольный клуб.

## Статистика
- Валовой внутренний продукт на 2003 год составляет 296 849 816,00 реалов (данные: Бразильский институт географии и статистики).
- Валовой внутренний продукт на душу населения на 2003 год составляет 3449,42 реалов (данные: Бразильский институт географии и статистики).
- Индекс развития человеческого потенциала на 2000 год составляет 0,750 (данные: Программа развития ООН).